# 日高敏彦

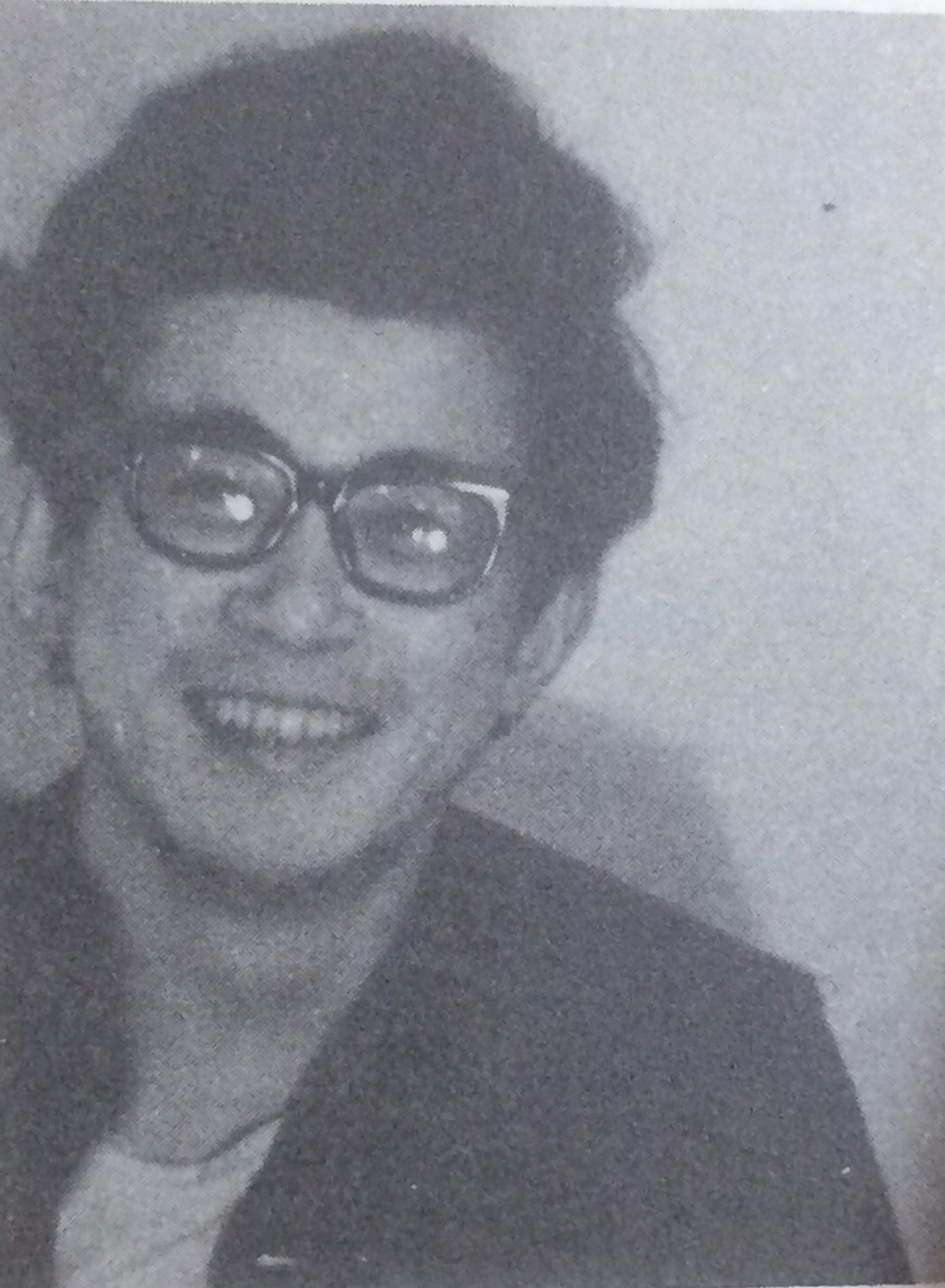
生前の写真

日高 敏彦（ひだか としひこ、1944年 - 1976年10月2日）は日本のテロリスト、日本赤軍のメンバー。

## 人物
- 1944年 釜山出身[1]。
- 1945年 鹿児島県、後に宮崎県に移る[1]。
- 1952年頃、父と叔父が共産党員であった事からガサ入れにあい強烈な印象を受ける。この経験は後に「ガサ入れの唄」として日本赤軍の愛唱歌の元となる。小学校時代から一本気の子供であった。5年生のとき、先生と対立し「おまえなんか家へ帰ってしまえ」と言われて1人さっさと帰ってしまった事もあった[1]。
- 1960年-1963年 宮崎県立宮崎大宮高等学校
- 1964年-1968年 大阪市立大学理学部物理学科。キャンプファイヤーに火炎瓶で点火したりした。各種の新聞や雑誌に詩・コント・評論などを投稿[1]。日本高周波K.Kにエンジニアとして勤務の傍ら[2]、左翼活動家として活動していた。労組教宣部長を担当。
- 1970年春闘後、会合の席で社長を殴打し退職[1]。家電販売店でテレビ修理工として勤務。
- 1971年5月9日にソ連船で欧州に向かい、日本赤軍に参加。
- 1971年9月、天皇訪欧のさいにコペンハーゲンで同志十数人と共に天皇に対し手製の糞尿爆弾を投げデンマーク警察に拘束される。デンマークは大戦時にドイツの占領を受けていたため、昭和天皇の訪問には否定的な国民世論があり、官憲は概ね同情的で親切だったという[3]。2ヶ月間の勾留期間60日後に国外追放となったまま西ドイツに渡り学生生活の後、地下活動に入る[1]。
- 1975年8月のクアラルンプール事件に関与。
- 1976年9月23日、リビアから偽造旅券でヨルダンに入国しようとして、奥平純三とともに逮捕された。奥平は「桜端喜一郎」という偽名を、日高は「高見沢澄臣」という偽名を用いていた[4][リンク切れ][出典無効]。
- 1976年10月2日、取調べを受けていた署内のトイレで靴下をつなぎ合わせて首吊り自殺。31歳。日本赤軍関係者の中には、ヨルダン当局による拷問によって死亡したと主張する者もいる[5]。遺体は同年10月13日、奥平を強制送還する日本航空機で日本に運ばれてきた[6]。

日本の警察は遺族の訴えを退けて司法解剖を拒否し、そのまま火葬に附される。1977年「団結をめざして －日本赤軍の総括－」によると遺体の灰からは長さ十数センチの金属針が発見された、とある。
好きなハナシ・・・ゾウリムシとワラジムシの話
嫌いな食べ物・・・ネギ